# Vidas de A a Z
Vidas de A a Z é uma companhia profissional de teatro, fundada por Mónica Gomes. Fundada em Lisboa em Janeiro de 2014, a companhia é dirigida por Mónica Gomes, Sílvia Raposo e Helena Raposo e tem como actores residentes Mónica Gomes, Sílvia Raposo, Margarida Camacho e Anabela Pires e como colaboradores Liane Bravo. 

## A Companhia
Vidas de A a Z é uma companhia de teatro portuguesa que nasceu em Lisboa no mês de Janeiro de 2014, tendo como produtoras a actriz e encenadora Mónica Gomes e a escritora e investigadora Sílvia Raposo. De cariz itinerante, a companhia entende as suas produções como fomentadoras de encenações de textos originais, incentivando a produção dramatúrgica, procurando desmistificar temas tabu e apelando ao público para a dinamização do Teatro. Os seus espectáculos caracterizam-se por uma dimensão intermedia, dialogando com o teatro-dança, o grotesco, a estética kitsh, a pop art, o expressionismo,  o burlesco, a crueldade e o teatro político .

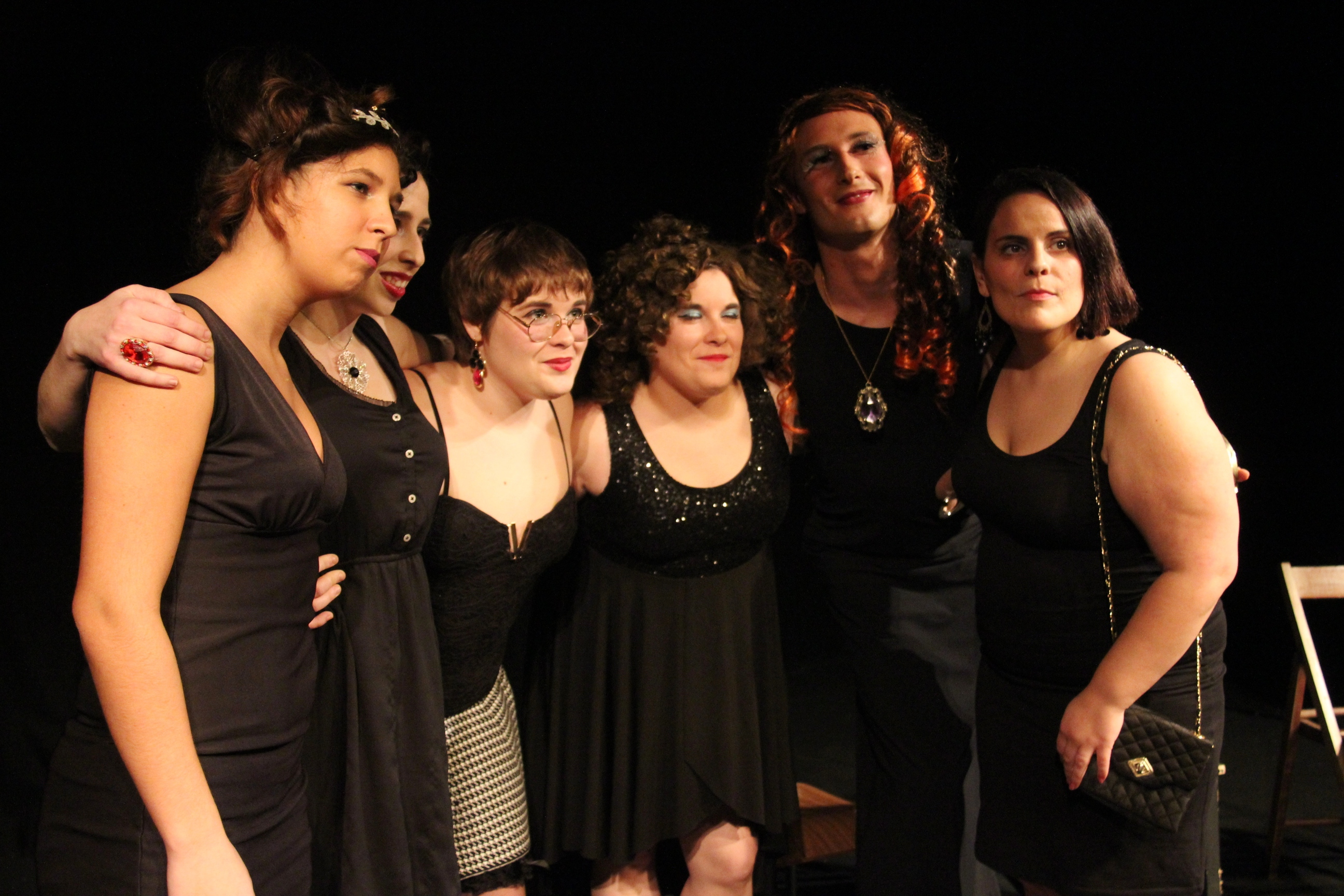
Equipa artística (Sofia Assis, Anabela Pires, Mónica Kahlo, Sílvia Raposo, Martín Saramago e Margarida Camacho)

| “ | Fundada em Janeiro de 2014, a companhia VIDAS DE A a Z leva à cena textos originais de língua portuguesa. O projecto, desde a sua fundação, é dirigido pelas irmãs Mónica Gomes e Sílvia Raposo, com apoio à produção de Helena Raposo. As criações unem, e procuram comunicar, diferentes linguagens, culturas, ambientes e vidas, apelando a uma fusão entre o erudito e o popular, o moderno e o tradicional. Os seus espectáculos caracterizam-se por uma dimensão intermedia, dialogando com o teatro-dança, o grotesco, a estética kitsh, a pop art, o expressionismo, o burlesco, a crueldade e o teatro político. A companhia desenvolve a sua actividade na grande Lisboa, apostando também na itinerância, com espectáculos em cena por todo o país. | ” |
|   | — Vidas de A a Z/Mónica Gomes. |   |

O trabalho desenvolvido pela companhia vai desde espectáculos de comédia, tragédia, monólogo, drama a performance artística. Conta com uma dramaturgia original de Mónica Gomes e Sílvia Raposo.

## Produção
Os espectáculos contam com produção, direção artística, encenação e cenografia de Mónica Gomes, co-produção, assistência à encenação e direcção técnica de Sílvia Raposo e figurinos de Helena Raposo.
A companhia conta com vários espectáculos no seu historial, entre eles:

### Vovó Ganza! Uma Comédia de Faca e Alguidar (2017)

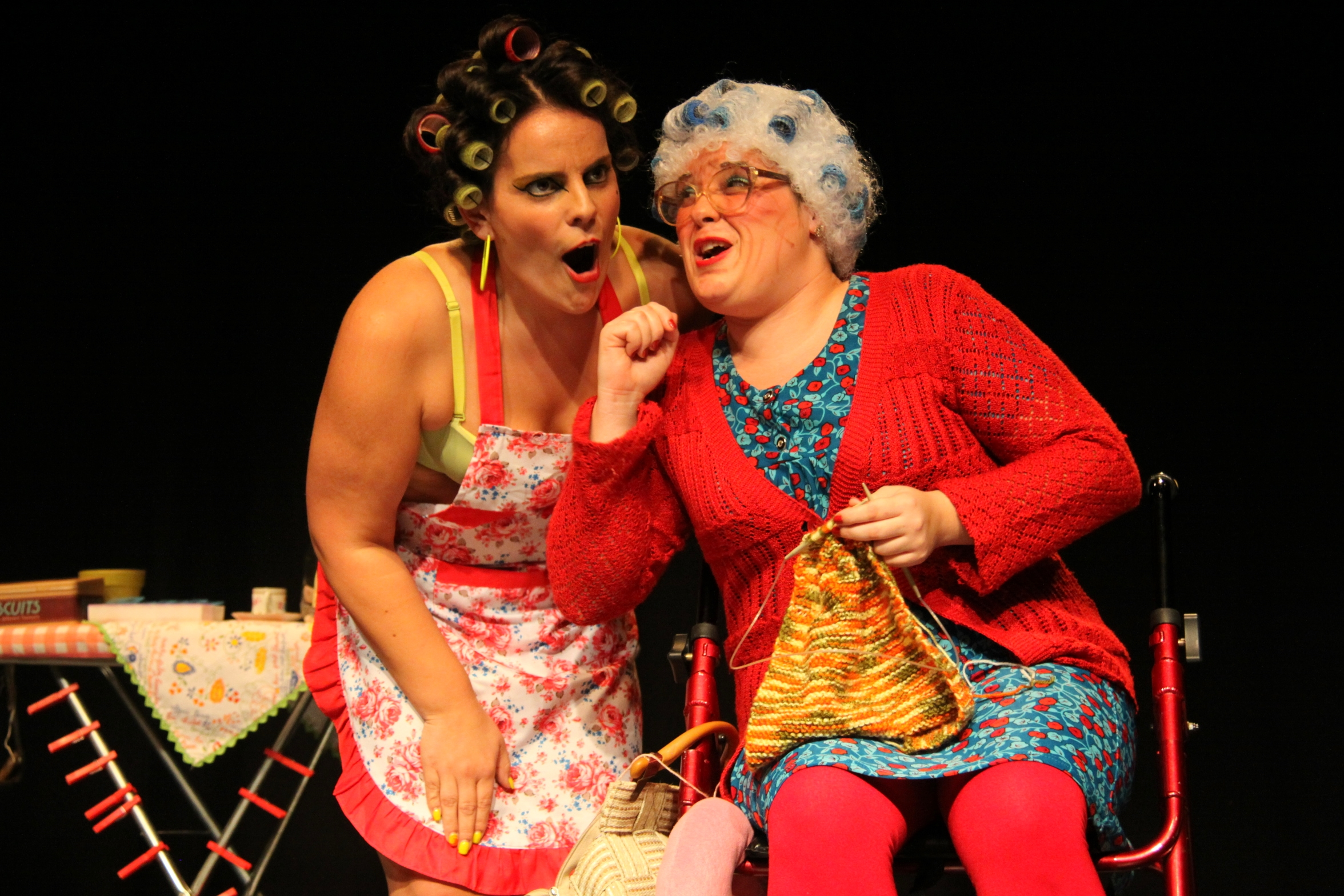
Margarida Camacho e Mónica Kahlo em Vovó Ganza.

Vovó Ganza! Uma Comédia de Faca e Alguidar conta-nos a história de Maria Adelaide de Jesus, mais conhecida por Vovó Ganza, a idosa simpática do rés-do-chão que inicia um negócio de família muito pouco convencional juntamente com Hortência, a sua filha que nunca mais desanda de casa e junta os trapinhos, e Brocas, o afilhado problemático. É quando a inspectora Judite, da polícia judiciária, desenvolve uma investigação sobre tráfico de droga e põe o prédio sob escuta que Antonieta, a vizinha cusca, acusa Vovó Ganza de ser a principal dealer do bairro. Para não haver margem para dúvidas, Palmira, uma infiltrada mulher-a-dias surda surge em cena para relatar toda a verdade. 
O espectáculo integrou as Festas de Lisboa'17 e apresenta-se enquanto alerta cultural e humano, onde se vêem esbatidas as fronteiras entre o popular e o erudito, a mentira e a verdade, a liberdade e o poder. A encenação dialoga com a estética kitsch, a pop art e com o burlesco e procura valorizar a tradição oral e artística lisboeta, através de um dispositivo de meta-teatro, cujo olhar sobre os laços familiares é entendido como microcosmo da insurgência do espírito humano em sociedade.
A comédia é uma encenação de Mónica Gomes, assinada por Sílvia Raposo e Mónica Gomes na dramaturgia, cenografia e desenho de luz. Conta no elenco com Mónica Gomes/Márcio Piósi (Vovó Ganza),  Margarida Camacho (Hortência), Rui Afonso Martins (Brocas), Liane Bravo (Antonieta), Sílvia Raposo (Palmira) e Anabela Pires (Judite). A pré-apresentação do espectáculo realizou-se no Cabaré Evoé a 13 de Maio de 2017, sendo que o espectáculo estreou dia 24 de Junho no Teatro Valadares, em Caminha, iniciando digressão a 25 de Junho no Cine-teato de Vila Praia de Âncora. O espectáculo estreia em Lisboa de 19 a 22 de Outubro de 2017 no Teatro Turim, em Benfica, estando em circulação por variadas salas de espectáculo do país, com destaque para Auditório Costa da Caparica, A Bruxa Teatro, Casa do Coreto, Anfiteatro das Piscinas Municipais de Aljustrel

, entre outros.

### Uma Questão de Sexo ou de Morte (2015-2017)

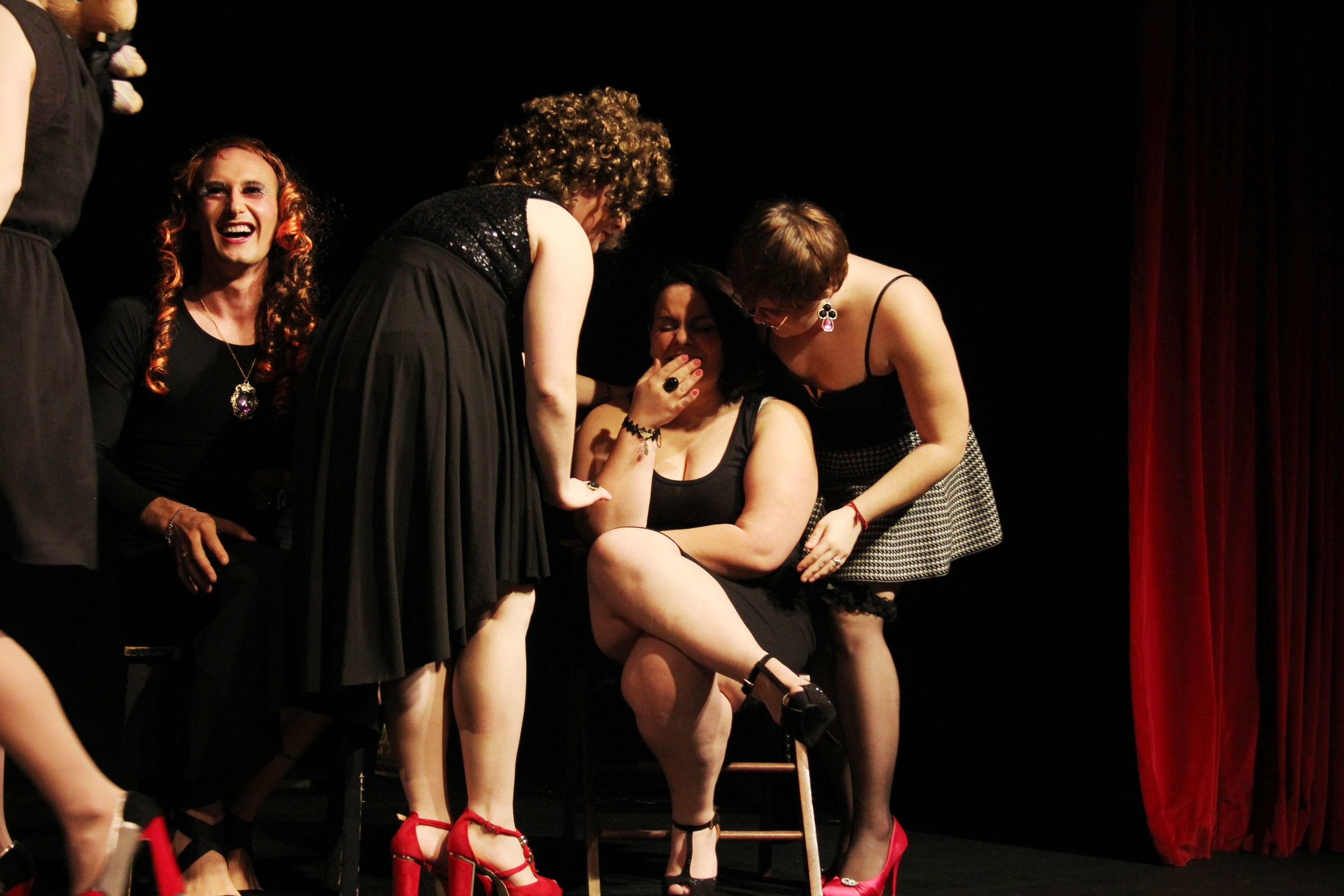
Uma Questão de Sexo ou de Morte, da Companhia Vidas de A a Z.

O espectáculo Uma Questão de Sexo ou de Morte é uma comédia que nos fala de cinco vaginas deprimidas e um membro fálico disfuncional que insistem em marcar presença no grupo de apoio “Sexo, porque me fazes isto?”, onde habitualmente cinco mulheres e uma travesti partilham as suas necessidades e frustrações sexuais. Numa realidade onde os homens escasseiam, o desespero aumenta e rapidamente se pode tornar numa questão de sexo ou de morte. 
O espectáculo passou por vários locais de apresentação, dos quais Espaço EVOÉ, Teatro Turim, Círculo Experimental de Teatro de Aveiro, Auditório Municipal de Pampilhosa da Serra e Auditório Costa da Caparica.
Com produção e texto de Mónica Gomes e interpretação de Margarida Camacho no papel de Dolores, Mónica Gomes no papel de Valéria, Sílvia Raposo no papel de Arminda, Sofia Assis no papel de Alberta, Angela Canez e Márcio Piósi no papel de Nucha Traveca e Anabela Pires no papel de Aldina.

### Eu Sou Mediterrâneo: Um espectáculo sobre a banalidade do mal (2016)
O espectáculo Eu Sou Mediterrâneo é uma produção da Companhia Vidas de A a Z que estreou no Teatro Turim a 2 de Junho de 2016, passando pelo Auditório Carlos Paredes, Casa de Cultura da Ericeira, Auditório Costa da Caparica, Boutique da Cultura, Espaço Evoé, entre outros, e tendo como objectivo central lançar uma plataforma de discussão em torno da actual crise europeia de refugiados, das repercussões dos conflitos armados e da ameaça do terrorismo, evidenciando os atentados aos Direitos Humanos . A estética teatral do espectáculo dialoga com o teatro-dança, a performance, o grotesco e a crueldade. 

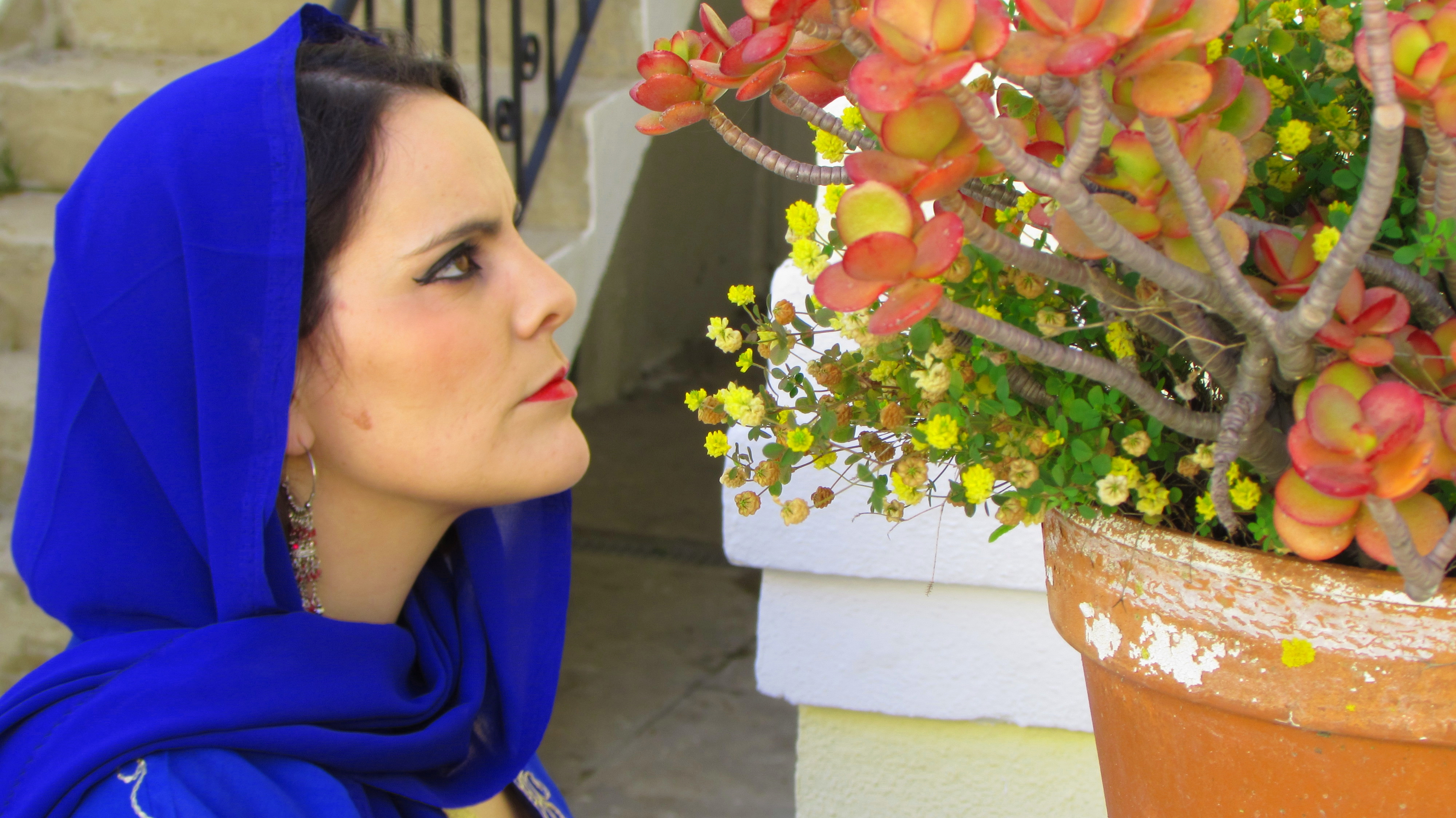
Zhaida de Eu Sou Mediterrâneo

Partindo da concepção de uma ideia da Barbárie como um lugar afastado da civilização para onde é enviado tudo aquilo que não compreendemos e desconhecemos, o espectáculo propõe colocar em evidência a criação de um Médio Oriente como uma fábrica de onde saem os ataques da Barbárie contra o Mundo Civilizado, criticando uma mundividência que se baseia na divisão civilizacional entre um Ocidente civilizado e um Islão bárbaro.
Eu Sou Mediterrâneo tem texto de Sílvia Raposo e Mónica Gomes e encenação também de Mónica Gomes. O espectáculo tem como actores principais Mónica Gomes no papel do jihadista português Hasan Al Portughali, Margarida Camacho como a feminista luso-marroquina Zhaida, Anabela Pires no papel de Louca e Liane Bravo no personagem do Coro e Líder jihadista. A produção integrou a programação das Festas de Lisboa'16 e tem como parceiros a ADHHU (Associação de Defesa dos Direitos Humanos), a Associação Solidariedade Imigrante e o Turismo de Lisboa.

### Não Há Tragédia Sem Comédia (2015-2016)
O espectáculo Não Há Tragédia Sem Comédia estreou a 11 de Julho de 2015 na Casa da Cultura de Mora, tendo passado por variadas salas de espectáculo, entre elas, Centro Cultural Dr. António Menano, Museu Municipal de Faro, Centro Cultural de Vila do Bispo, Auditório Municipal de Vendas Novas, tendo integrado também o FesTA (Festival de Teatro 2015). O espectáculo foi transmitido em directo pela Tv Guadiana a 26 de Setembro de 2015. Neste espectáculo a Companhia manifesta as primeiras influências expressionistas e inicia o seu primeiro diálogo com a dança. 
A peça conta a história de uma jovem com saudades do futuro, uma mulher que vive um dilema matrimonial, uma outra que defende o seu amor por Portugal e uma idosa perante a ameaça da morte do amor da sua vida que se encontram num mesmo espectáculo para partilhar as suas histórias sobre os medos, as interrogações, as inquietações, os desafios e as expectativas de Amar. O espectador é convidado a inscrever-se na história do espectáculo que dá voz, reivindicando à grande História, nomes e vidas esquecidas, que a ela pertencem, mas que nela se veem caladas. Confronta-nos com a tragicidade da vida humana, com o sofrimento e a esperança de amarmos e sermos amados, e com a comédia que é esta vida, abrindo-se uma realidade paralela onde várias personagens se encontram com uma freira narradora num limbo moderno, onde a ida para o céu ou para o inferno se faz de elevador à ordem do Espírito. As realidades portuguesas são parodiadas num dilema entre o livre-arbítrio humano e o poder divino, onde o divino assume as mais variadas crenças e formas. A Afrodite, a Cúpida, a Macumbina, o Pessoa e o Abundâncio da Anunciação, agente funerário, são algumas das figuras que vêm interromper e questionar a narração da grande história.  
O espectáculo teve a produção e encenação de Mónica Gomes, texto de Mónica Gomes e Sílvia Raposo, Guarda-roupa e adereços de Helena Raposo, grafismo de Sílvia Raposo e interpretação de Edevânia Mateus e Margarida Camacho no papel de Freira narradora, Sílvia Raposo nos papéis de Cúpida e Macumbina, Rafael Mendes e Edevânia Mateus no papel de Afrodite, Mónica Gomes nos papéis de Abundâncio da Anunciação, Uma Sofia e Uma Amélia, Luís Correia nos papéis de Um Fernando, Andando Pessoa e Uma Elvira, Sofia Garcia, Sofia Assis e Anabela Pires nos papéis de Espírito e de Locutora da Rádio Paraíso.

### Vida de A a Z: Viver 100 vidas em vidas que não vivem (2014-2015)
O espectáculo Vidas de A a Z: Viver 100 vidas em vidas que não vivem esteve em cena de 6 de Junho de 2014 a 28 de Fevereiro de 2015, tendo passado por várias salas de espectáculo do país, entre elas o Teatro Turim, Casa das Histórias Paula Rego, Cine-teatro Municipal de Serpa, Auditório Municipal António Silva, Centro Cultural de Vila do Bispo, Faculdade de Letras da Universidade de Lisboa. A estética do espectáculo vai beber ao grotesco, com influência modernista, realista e crítica sobre a sociedade.
A peça conta a história de quatro indivíduos problemáticos que partilham a mesma casa. Senhor Pimenta, um idoso com Alzheimer, tem um quarto arrendado em sua casa há mais de cinco anos a Dulce, uma senhora que sofre de agorafobia e neuroses várias. Certo dia chega Júlio, um actor inventado por Pimenta que quer ser reconhecido pelo seu talento, para partilhar quarto com Dulce. Esta, desconhecendo a situação, depara-se com metade do quarto supostamente arrendada a Júlio pelo afilhado do Senhor Pimenta (o afilhado Acácio), acabando por acreditar que Júlio existe na realidade. Numa casa de malucos razoáveis, só mesmo Nini, a empregada transgénero, para pôr ordem na "família" e no espectáculo e aceitar entrar na ilusão. 
O espectáculo teve produção e direcção artística de Mónica Gomes, assistência de encenação de Helena e Sílvia Raposo, cenografia de Carlos Gomes e interpretação de Mónica Gomes no papel de Sr. Pimenta, Sílvia Raposo e Edevânia Mateus no papel de Dulce, Marco Bento no papel de Sr. Júlio e Bruno Magina, Martín Saramago, Duarte Lopes e Rafael Mendes no papel de Nini.

### Auto-retrato do Eu Português (2014)
A performance Auto-retrato do Eu Português, com criação e interpretação de Mónica Gomes e Sílvia Raposo, esteve em cena no Evoé Escola de Actores a 21 de Novembro de 2014.
É uma performance na qual uma portuguesa tenta responder à pergunta “Porque é que és portuguesa?”. À medida que a questão se desenvolve a contradição entre o discurso e o forte simbolismo do figurino e das figuras que os olhos vêem intensifica-se. Há uma desconstrução progressiva do que significa ser-se português, que é quebrada por constantes intervenções poéticas que irrompem do discurso da primeira actriz na voz de uma segunda, sua gémea, e que funcionam como uma espécie de subconsciência.

## Spoken Word
A Companhia costuma realizar ainda regularmente sessões de Spoken word em conjunto com a colega e escritora Sílvia Raposo, associadas a apresentações públicas do livro de poesia Um Segredo Esquecido para Atear Paixões. As sessões são acompanhadas por performances artísticas pelo elenco residente, tendo já passado por locais como a Ler Devagar, as Bibliotecas Municipais D. Dinis, Lúcio Craveiro da Silva, São Lázaro, bem como o Fórum Cultural do Seixal e as FNACS do Alegro Alfragide e do CascaiShopping. Ainda em Abril de 2016 integraram a tertúlia literária "Os Meninos D'Avó", que reúne na primeira quarta-feira de cada mês um grupo de artistas e poetas de Sintra para discutir ideias, ler poemas e realizar performances. 

## Elenco
O elenco da Companhia Vidas de A a Z conta com 10 intérpretes, entre actores, cantores e bailarinos. A companhia tem como actores residentes Mónica Gomes, Sílvia Raposo, Margarida Camacho e Anabela Pires, colaborando com outros actores como Liane Bravo e Márcio Piósi
.

## Galeria

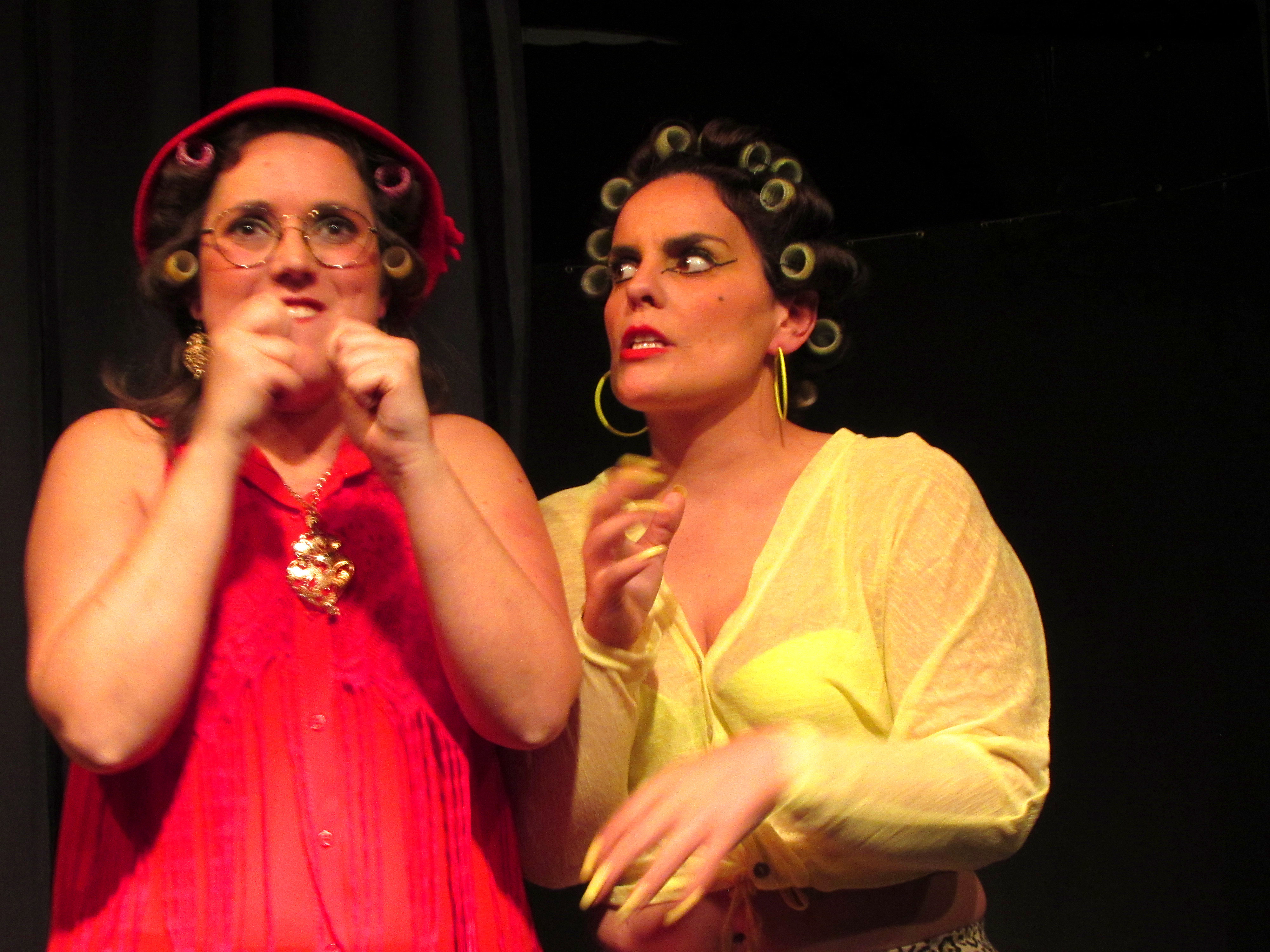
Antonieta e Hortência em Vovó Ganza! Uma comédia de faca e alguidar pela Companhia Vidas de A a Z.
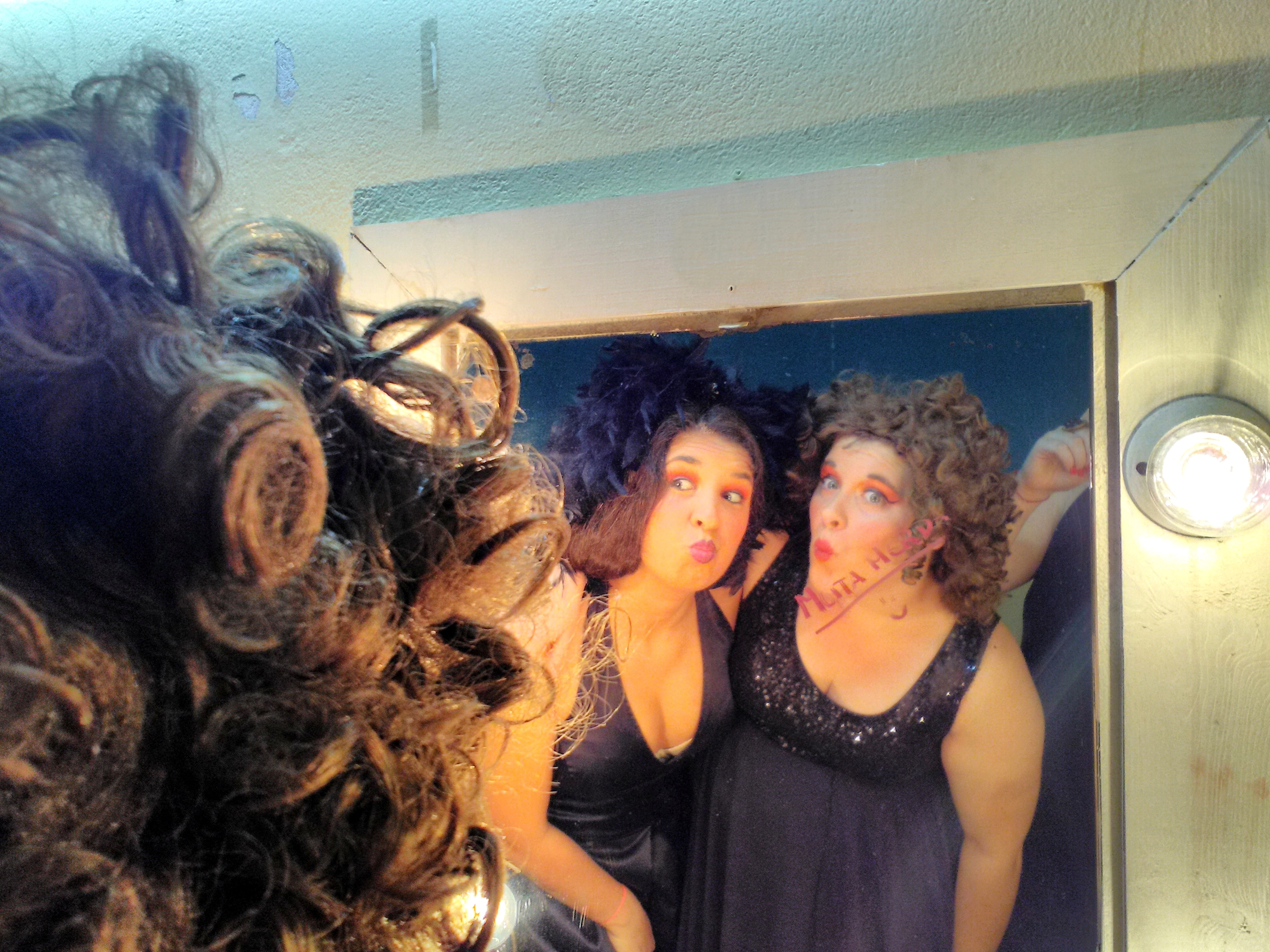
Sílvia Raposo e Sofia Assis nos bastidores de Uma Questão de Sexo ou de Morte da Companhia Vidas de A a Z.
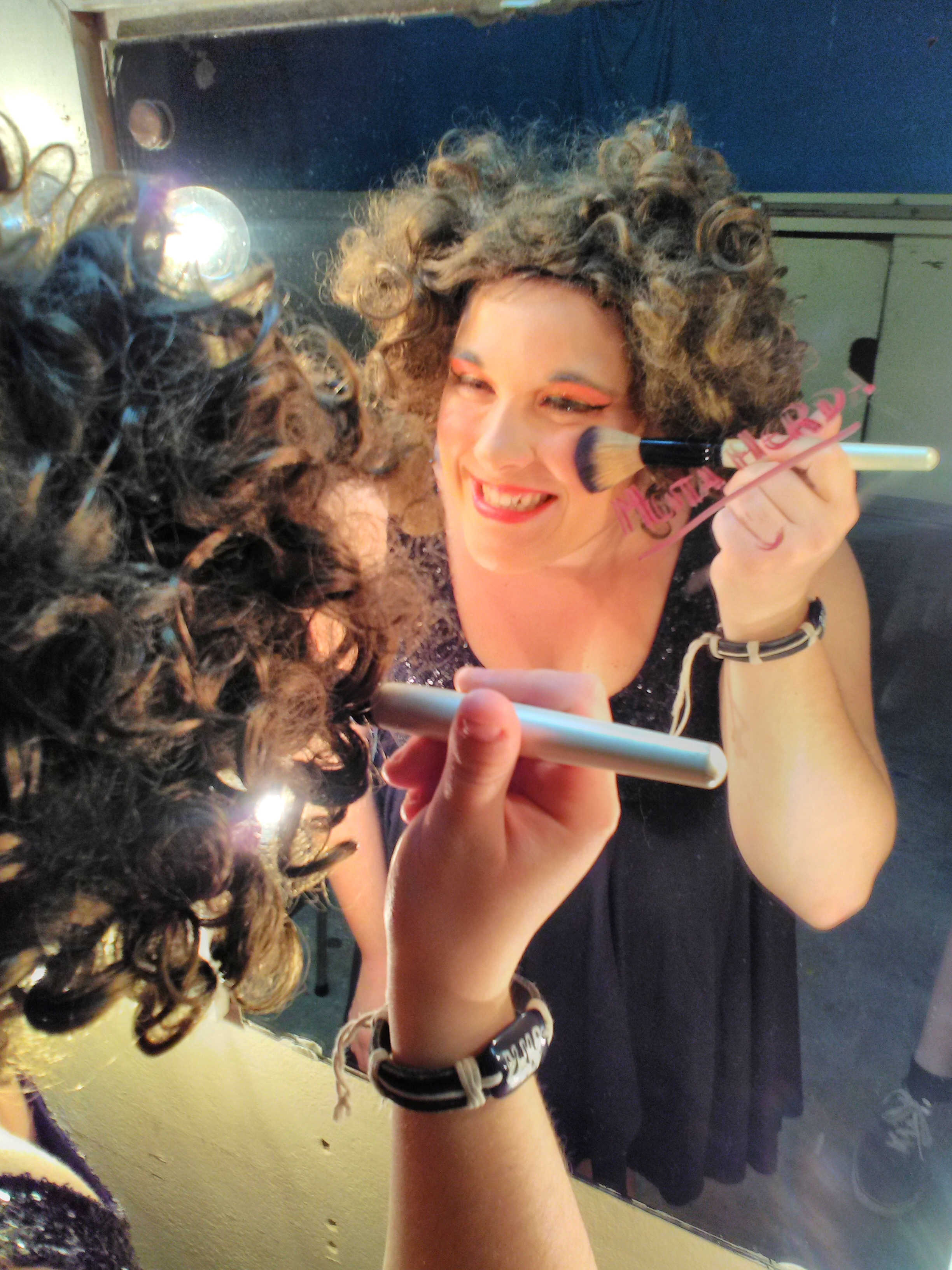
Sílvia Raposo como Arminda em Uma Questão de Sexo ou de Morte.
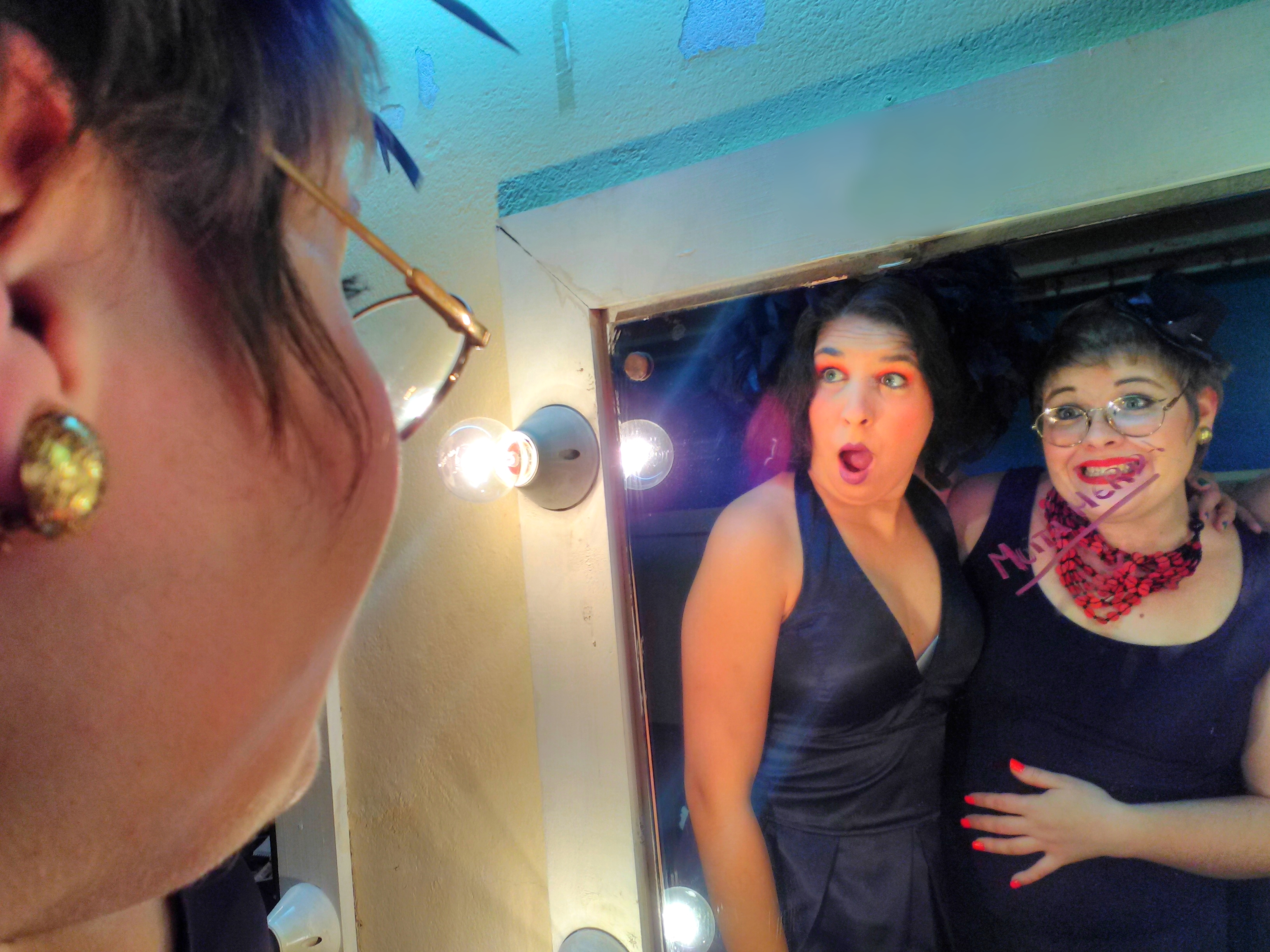
Mónica Gomes e Sofia Assis nos bastidores de Uma Questão de Sexo ou de Morte da Companhia Vidas de A a Z.